# Проблема моментів
Проблема моментів — обернена задача в математиці, до задачі обчислення моментів множини із заданою мірою.
Тобто, якщо задані усі моменти
{\displaystyle m_{n}=\int _{-\infty }^{\infty }x^{n}\,d\mu (x)\quad (n=1,2,\dotsc ),}
то потрібно знайти (якщо існує) і довести єдиність функції {\displaystyle \mu (x)\,.}

## Умова
У класичному випадку, {\displaystyle \mu } — це міра на дійсній прямій, а {\displaystyle M} — послідовність {\displaystyle \{x^{n}:n=1,2,\dotsc \}}. У цій формі питання виникає в теорії ймовірностей, де розглядається, чи існує ймовірнісна міра із заданими математичним сподіванням, дисперсією тощо, і чи є вона єдиною.
Існує три класичні задачі моментів з назвами:
- задача моментів Гамбургера, в якій носій міри {\displaystyle \mu } може охоплювати всю дійсну пряму;
- задача моментів Стілтьєса — для {\displaystyle [0,\infty )}; та
- задача моментів Гаусдорфа — для обмеженого інтервалу, який без втрати загальності можна взяти як {\displaystyle [0,1]}.

Задачу моментів також узагальнено на комплексний аналіз як тригонометричну задачу моментів, у якій матриці Ганкеля замінено на матриці Тепліца, а носієм міри μ є одиничне коло у комплексній площині замість дійсної прямої.

## Існування
Послідовність чисел {\displaystyle m_{n}} є послідовністю моментів міри {\displaystyle \mu } тоді й лише тоді коли Ганкелева матриця утворена з них {\displaystyle H_{n}}:
{\displaystyle (H_{n})_{ij}=m_{i+j}\,,}
є невід'ємноозначеною матрицею.